# Státní liga 1937/1938 (fotbal)
Státní liga 1937/1938 byla 14. oficiálním ročníkem československé fotbalové ligy. Soutěž vyhrál tým AC Sparta Praha, a zajistil si tak 8. mistrovský titul. Do tohoto ročníku postoupily dva nejlepší týmy z kvalifikačního turnaje o postup do ligy: SK Slezská Ostrava a SK Pardubice. Naopak po skončení sezony sestoupily týmy SK Prostějov a SK Viktoria Plzeň. SK Slavia Praha vyhrála v této sezoně Středoevropský pohár.

## Konečná tabulka Státní ligy 1937/1938
|    | Konečné pořadí     | Z  | V  | R | P  | GV | GO | TP  | B  |
| -- | ------------------ | -- | -- | - | -- | -- | -- | --- | -- |
|    | AC Sparta Praha    | 22 | 17 | 2 | 3  | 66 | 34 | +32 | 36 |
| 2  | SK Slavia Praha    | 22 | 14 | 1 | 7  | 72 | 33 | +39 | 29 |
| 3  | SK Židenice        | 22 | 11 | 4 | 7  | 46 | 27 | +19 | 26 |
| 4  | SK Kladno          | 22 | 11 | 2 | 9  | 38 | 37 | +1  | 24 |
| 5  | 1. ČsŠK Bratislava | 22 | 10 | 1 | 11 | 46 | 53 | -7  | 21 |
| 6  | SK Náchod          | 22 | 9  | 3 | 10 | 37 | 53 | -16 | 21 |
| 7  | SK Plzeň           | 22 | 8  | 4 | 10 | 47 | 51 | -4  | 20 |
| 8  | SK Viktoria Žižkov | 22 | 9  | 2 | 11 | 36 | 42 | -6  | 20 |
| 9  | SK Pardubice       | 22 | 6  | 7 | 9  | 34 | 39 | -5  | 19 |
| 10 | SK Slezská Ostrava | 22 | 8  | 2 | 12 | 43 | 52 | -9  | 18 |
| 11 | SK Prostějov       | 22 | 5  | 6 | 11 | 39 | 65 | -26 | 16 |
| 12 | SK Viktoria Plzeň  | 22 | 4  | 6 | 12 | 33 | 51 | -18 | 14 |

*1. ČsŠK Bratislava po sezoně přejmenován na ŠK Slovan Bratislava.

## Rekapitulace soutěže
| Československá fotbalová liga 1937/1938 |                            |
|                                         |                            |
| Ocenění                                 |                            |
| Vítěz                                   | AC Sparta Praha (8. titul) |
| Kvalifikace do evropských pohárů        |                            |
| Mitropa Cup                             | AC Sparta Praha            |
| Mitropa Cup                             | SK Slavia Praha            |
| Mitropa Cup                             | SK Židenice                |
| Mitropa Cup                             | SK Kladno                  |
| Vítěz domácího poháru                   |                            |
| nekonalo se                             |                            |
| Pohyb v soutěži                         |                            |
| Sestupující do divize                   | SK Prostějov               |
|                                         | SK Viktoria Plzeň          |
| Postupující do I. ligy                  | SK Libeň                   |
|                                         | SK Baťa Zlín               |
| Nejlepší střelec                        |                            |
| Josef Bican (SK Slavia Praha) – 22 gólů |                            |

## Soupisky mužstev

### AC Sparta Praha
Bohumil Klenovec (-/0/-),
Vojtěch Věchet (-/0/-) –
Antonín Biedermann (-/0),
Jaroslav Bouček (-/2),
Jaroslav Burgr (-/0),
Josef Čtyřoký (-/0),
František Hrdý (-/1),
Čestmír Hudec (-/1),
Karel Kolský (-/1),
Josef Košťálek (-/2),
Václav Mrázek (-/0),
Oldřich Nejedlý (-/9),
Jaroslav Pokorný I (-/0),
Václav Pražák (-/0),
Ľudovít Rado (-/13),
Jan Říha (-/11),
Josef Sedláček II (-/2),
Karel Senecký (-/4),
Jaroslav Vepřek (-/0),
Oldřich Zajíček (-/0),
Josef Zeman (21/20) –
trenér Ferenc Szedlacsek

### SK Slavia Praha
Alexa Bokšay (-/0/-),
Alois Bureš (-/0/-),
František Plánička (-/0/-) –
Josef Bican (19/22),
Václav Bouška I (-/0),
Vojtěch Bradáč (11/20),
Karel Černý (20/1),
Ferdinand Daučík (-/1),
Václav Horák I (-/3),
Bedřich Jezbera (-/1),
Vlastimil Kopecký (-/9),
Otakar Nožíř (-/1),
Karel Průcha (-/0),
Antonín Puč (-/3),
Karel Sklenička (-/0),
Jiří Sobotka (-/3),
František Svoboda (-/2),
Ladislav Šimůnek (-/4),
Rudolf Toman (-/0),
Bedřich Vacek (-/0),
Antonín Vodička (-/0),
Rudolf Vytlačil (-/4) –
trenér Jan Reichardt

### SK Židenice
Vojtech Andrášik (4/0/1),
Karel Burkert (18/0/6) –
Vladimír Čabaňa (19/7),
Josef Čurda (11/0),
Svetozar Ðanić (5/3),
Eduard Farda (1/0),
Bohumil Chocholouš (22/0),
Ludvík Koubek (11/4),
Jozef Néder (22/2),
František Nejedlý (1/0),
Karel Nepala (18/6),
Václav Neumann (1/0),
František Novák (12/0),
František Pecháček (1/0),
Stefan Pospichal (21/2),
Oldřich Rulc (22/10),
Jan Stloukal (19/6),
Vilém Stloukal (4/3),
František Šterc (5/3),
Ivan Tóth (11/0),
Eduard Vaněk (10/0),
Karel Vít (1/0),
Josef Zeman (3/0) –
trenéři Kalmán Konrád a Antonín Carvan

### SK Kladno
Karel Tichý (22/0/5) –
František Beneš (-/4),
Adolf Fiala (-/0),
Rudolf John (-/1),
Josef Junek I (-/3),
František Kloz (18/15),
Antonín Kozohorský (-/0),
František Kusala (-/0),
Josef Kusala (-/0),
Václav Nový (-/2),
Miroslav Procházka (-/7),
František Rašplička (-/0),
Vojtěch Rašplička (-/0),
Karel Sedlický (-/2),
Jan Seidl (-/3),
Václav Svatoň (-/0),
Emanuel Šmejkal (-/1) –
trenéři Josef Kratochvíl-Kráťa a Josef Kuchynka

### I. ČsŠK Bratislava
Vítězslav Deršák (4/0/1),
Adolf Heinisch (7/0/0),
Emil Krischke (11/0/1) –
Vojtech Benko (3/0),
Karol Daučík (18/4),
Jaroslav Deršák (1/0),
Jozef Hronec (13/1),
Ivan Chodák (22/6),
Pál Jávor-Jakube (21/10),
Ján Jurčák (22/0),
Dezider Kostka (1/1),
Ervín Kovács (22/1),
Jozef Luknár (22/11),
František Masarovič I (9/0),
František Masarovič II (1/0),
Ferenc Nagy (21/11),
Josef Orth (18/0),
Karol Polák (1/0),
Leopold Šťastný (22/0),
František Zaťko (3/1) –
trenéři Pál Jávor-Jakube (hrající) a József Braun

### SK Náchod
Rudolf Franc (-/0/-),
Jaroslav Nývlt (-/0/-) –
Štefan Bíro (-/1),
Jaroslav Dobeš (-/0),
Alois Dušek (-/0),
Vlastimil Frýba (-/0),
Arnošt Fritsch (-/2),
Emil Habelt (-/8),
Rudolf Kosmák (-/1),
František Mareš I (9/0),
Karel Schloger (-/13),
František Stejskal (14/3),
Josef Studený (-/0),
Rudolf Šmejkal (-/1),
Jaroslav Štumpf (-/0),
Josef Tajčner (22/3),
Oldřich Veselý (-/3),
Karel Vojáček I (-/0),
Adolf Zilvar (-/0),
Karel Zítko (-/2) –
trenér …

### SK Plzeň
Karel Poláček (22/0/2) –
Jan Císař (-/1),
František Gibic (-/2),
Antonín Hájek (21/16),
František Hájek I (-/1),
Zdeněk Janda (-/1),
Václav Kaiser (16/5),
František Kameník (-/3),
Gustav Moravec (-/3),
Ladislav Přibáň (-/0),
Alfréd Sezemský (-/1),
Václav Szaffner (-/0),
Oldřich Urban I (-/0),
Josef Vrba (-/0),
Vilém Zlatník (-/4),
Josef Zoubek (-/7) –
trenér …

### SK Viktoria Žižkov
Václav Benda I (-/0/-),
Jaroslav Kraus I (-/0/-) –
Cebek Čančinov (-/0),
Vratislav Čech (-/3),
Josef Čihák (-/0),
Alois Doležal (-/0),
Karel Hloušek (-/3),
Bohumír Hnulík (-/0),
Ladislav Hlubocký (-/5),
Karel Jaroš (-/0),
Elmar Kovacs (5/2),
Antonín Křišťál (-/2),
František Křišťál (12/0),
Josef Ludl (-/4),
Wolfgang Mašát (-/4),
Alois Mourek (-/0),
Karel Nápravník (-/9),
… Pivoňka (2/1),
Josef Randák (-/0),
Václav Strejček (-/0),
Ladislav Ženíšek (-/1) –
trenéři … Kubišta a Emil Seifert

### SK Pardubice
Josef Němec I (-/0/-),
Josef Němeček I (-/0/-),
Jaroslav Štětka (-/0/-) –
František Heřmánek (19/3),
Rudolf Chládek (-/9),
Josef Klus I (-/0),
František Koreček (-/0),
Arnošt Kreuz (-/3),
Josef Matuška (-/0),
Václav Mrázek I (-/0),
Bohuslav Praus (-/1),
Václav Provazník (5/2),
František Ráliš (-/0),
Karel Rulc (-/10),
Maxmilián Synek (21/0),
Rudolf Toman (-/1),
Rudolf Wittmann (-/4),
Jiří Zástěra (-/0),
Bohumil Zoubek I (22/0) –
trenér Otakar Škvain-Mazal

### SK Slezská Ostrava
Emil Krischke (11/0/3),
Ferdinand Krysta (11/0/0) –
Rudolf Bartonec (11/0),
Karel Böhm (13/2),
Emil Brázda (1/0),
István Gleisza (10/2),
Antonín Honál (18/0),
Josef Jakubec (8/0),
Antonín Krátký (1/0),
Vilém Lugr (18/0),
Jaroslav Moták (21/9),
Josef Pilát (19/2),
Adolf Pleva (21/8),
Josef Pastrňák (2/0),
Václav Pospíšil (7/3),
Václav Průša (12/3),
Josef Sulkovský (9/4),
Bohumír Šedý (7/1),
Adolf Šimperský (9/3),
Karel Thiemel (7/0),
Viliam Vanák (12/0),
Adolf Weinstock (2/0),
Karel Zeissberger (11/6) –
trenéři Jaroslav Hromadník a Ladislav Holeček, hrající trenér Karel Böhm

### SK Prostějov
František Řitička (11/0/0),
František Šrám (11/0/3) –
František Brádler (7/1),
Franz Cisar (21/0),
Rudolf Drozd (20/5),
Antonín Dufek (5/1),
Leopold Henčl (21/2),
Antonín Holas (17/0),
Vojtěch Kastl (17/13),
Rudolf Kos (15/0),
František Kuchta (18/5),
Josef Kula (4/1),
Oldřich Kvapil (3/0),
Jan Melka (22/7),
Ivan Milkin (2/0),
Josef Polačko (3/0),
Tomáš Porubský (3/0),
Bohumil Prošek (19/0),
Josef Štrobl (21/3),
Antonín Vrtal (2/0) –
trenér Otakar Škvain-Mazal

### SK Viktoria Plzeň
... Bůcha (9/0/0),
Jaroslav Dědič (3/0/0),
Ladislav Mareš (10/0/1) –
Josef Bedrníček (2/0),
Vladimír Benc (12/4),
Jaroslav Bešťák (21/0),
Vladimír Bína (17/2),
Anton Bíro (16/0),
Géza Csapo (18/7),
Václav Čepelák (13/5),
František Házl (4/0),
František Hofmann (9/0),
Ladislav Hokr (12/1),
... Kabeš (1/0),
Václav Lavička (1/0),
Bohumil Mudra (13/2),
Václav Průša (6/1),
Ladislav Řežábek (1/1),
Adolf Skála (15/2),
Karel Trávníček (22/4),
Antonín Vališ (9/3),
Jaroslav Vlček (19/1),
Karel Volavka (8/0),
Franjo Wölfl (1/0) –
trenér …